# Dobroești
Dobroeşti è un comune della Romania di 6 493 abitanti, ubicato nel distretto di Ilfov, nella regione storica della Muntenia. 
Il comune è formato dall'unione di 2 villaggi: Dobroești e Fundeni.